# Cirrhitus rivulatus
Cirrhitus rivulatus is een  straalvinnige vissensoort uit de familie van koraalklimmers (Cirrhitidae). De wetenschappelijke naam van de soort is voor het eerst geldig gepubliceerd in 1846 door Valenciennes.
De soort staat op de Rode Lijst van de IUCN als niet bedreigd, beoordelingsjaar 2007. De omvang van de populatie is volgens de IUCN stabiel.